# نهر يوكون

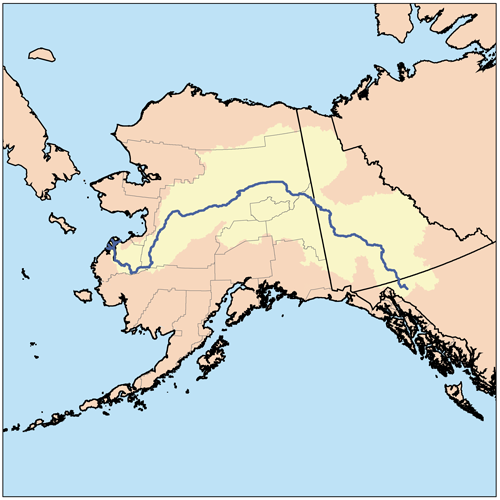
خريطة تمثل نهر يوكون

نهر يوكون (بالإنجليزية: Yukon River)‏ هو مجرى مائي كبير في شمال غرب أمريكا الشمالية. ينبع من مقاطعة كولومبيا البريطانية بكندا، ثم يمر بإقليم يوكون (التي تستمد اسمها من اسم النهر)، وينتهي مجراه في ولاية ألاسكا الأمريكية.
يعني اسم نهر يوكون «النهر العظيم» في لغة الغويتشن (بالإنجليزية: Gwich’in language)‏، ويبلغ طوله 1980 ميلًا (3190 كيلومترًا)، وهو بذلك أطول نهر في ألاسكا وفي إقليم يوكون. يصب في بحر بيرنغ عند دلتا يوكون-كوسكوكويم وهي تغطي نحو 32.000 كم مربع. يبلغ متوسط جريان النهر 6430 مترًا مكعبًا في الثانية (227 ألف قدم مكعب في الثانية) ويوجد بالنهر أكثر من 20 جدولا باتساع 180 مترا لكن الجانب الأعظم منها ضحل ز ممتلئ بالامتدادات الرملية المرتفعة التي تتشكل بفعل المد و الجزر أو التيارات وتدخل البواخر الدلتا عن طريق ممر أخون الذي يبلغ عمقه 1.2 متر فقط.
كان نهر يوكون وسيلة الانتقال الرئيسة أثناء فترة التنقيب المكثف عن الذهب بين عامي 1896 و1903، وقد عانى النهر من التلوث من جراء عمليات التنقيب هذه، إلى جانب المنشآت العسكرية ومقالب القمامة وماء الصرف وغير ذلك.